# Kołoząb (województwo pomorskie)
Kołoząb – wieś w Polsce położona w województwie pomorskim, w powiecie sztumskim, w gminie Mikołajki Pomorskie przy drodze wojewódzkiej nr 522.
| SIMC    | Nazwa        | Rodzaj     |
| ------- | ------------ | ---------- |
| 0152388 | Kołoząb Mały | przysiółek |

W latach 1975–1998 miejscowość administracyjnie należała do województwa elbląskiego.